# Christopher Lloyd
Christopher Allen Lloyd (sinh ngày 22 tháng 10 năm 1938)  là một diễn viên người Mỹ. Ông đã xuất hiện trong các tác phẩm sân khấu, phim ảnh và truyền hình từ năm 1961, và được biết đến với vai diễn Emmett "Doc" Brown trong bộ ba phim Back to the Future (1985-1990) và Jim Ignatowski trong loạt phim truyền hình hài Taxi (1978-1983), giành được hai giải thưởng Emmy cho phim Taxi.
Lloyd thu hút sự chú ý của công chúng trong các tác phẩm sân khấu Đông Bắc Mỹ trong những năm 1960 và đầu những năm 1970, nhận được giải thưởng Drama Desk và Obie cho tác phẩm của mình, và ra mắt điện ảnh trong One Flew Over the Cuckoo's Nest (1975). Lloyd cũng đóng vai chính là Chỉ huy Kruge trong Star Trek III: The Search for Spock (1984), Judge Doom trong Who Frames Roger Rabbit (1988), và chú Fester trong The Addams Family (1991) và phần tiếp theo Addams Family Values (1993).
Lloyd đã giành được giải Emmy thứ ba cho vai khách mời năm 1992 trong Road to Avonlea và giành được giải thưởng Tinh thần độc lập cho vai diễn trong Twenty Bucks (1993). Ông đã thực hiện nhiều công việc lồng tiếng, bao gồm Merlock trong DuckTales the Movie: Treasure of the Lost Lamp (1990), Grigori Rasputin trong phim Anastasia (1997), the Woodsman trong phim Cartoon Network minis Garden Wall (2014) và Hacker trong phim truyền hình Cyberchase của PBS Kids (2002-nay), giúp ông có thêm hai đề cử Emmy. Lloyd cũng đã được đề cử cho hai giải thưởng Sao Thổ và Giải thưởng BIFA.